# Typ 98 Ke-Ni
Lehký tank Typ 98 Ke-Ni (japonsky 九八式軽戦車 ケニ, Kjúhači-šiki kejsenša Ke-Ni) nebo Typ 98 Ke-Ni Ko (také známý jako lehký tank Typ 98 Či-Ni) byl navržený jako náhrada nejpočetnějšího japonského bojového vozidla během druhé světové války, lehkého tanku Typ 95 Ha-Go. I když byl navržen již před druhou světovou válkou, výroba začala až v roce 1942 a do konce války bylo vyrobeno jen 104 kusů těchto tanků.

## Historie a vývoj
Lehký tank Typ 98 byl navržen v roce 1938 se stejnou váhou jako předchozí Typ 95, ale silnějším pancířem. První prototyp původně známý jako „Či-Ni Model A“, byl vyroben v Hino Motors v roce 1939, ale nedostal se do sériové výroby. Druhý prototyp byl známý jako „Či-Ni Model B“ a byl vyroben v Mitsubishi. Tento druhý experimentální model měl odlišný systém zavěšení, se čtyřmi většími silničními koly, podobný americkému Christieho podvozku. Během polních zkoušek podával „Model A“ lepší výkony, hlavně co se týče schopností v terénu a díky tomu byl přijat. V té době se ovšem do sériové výroby nedostal. To bylo dáno hlavně adekvátní výkonností stárnoucího Typu 95 k zastaralým tankům Národní revoluční armády Čínské republiky.

## Varianty

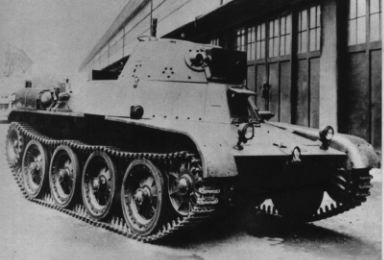
Experimantální Typ 98B vyvinutý firmou Mitsubishi

- Typ 98 Ke-Ni

Standardní verze také známá jako Typ 98A Ke-Ni Ko (japonsky 九八式軽戦車（甲型）, Kjúhači-šiki kejsenša (Kó-gata))
- Type 98B Ke-Ni Otsu (japonsky 九八式軽戦車（乙型）, Kjúhači-šiki kejsenša (Ocu-gata))

Alternativa ke standardnímu modelu navržená Mitsubishi, vyrobená Hino Motors. Nejvýraznějším rysem této verze byl podvozek se čtyřmi velkými silničními koly, podporovanými do strany směřujícimi vinutými pružinami, podobným způsobem jako u Christieho podvozku. Byl to experimentální model, který nebyl přijat do sériové výroby.
- Typ 2 Ke-To

Vylepšená verze Typu 98A vybavena výkonnějším 37mm kanónem Typ 1 s úsťovou rychlostí 800 m/s. Výroba Typu 2 Ke-To probíhala v letech 1944–1945 s celkovým počtem 34 vyrobených kusů.

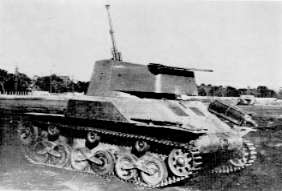
Typ 98 Ta-Se protiletadlový tank

- Typ 98 Ta-Se 20 mm protiletadlový tank